# Parque Prefeito Luiz Roberto Jábali
O Parque Prefeito Luiz Roberto Jábali, também conhecido como parque Curupira,  é um complexo ambiental inaugurado em 18 de dezembro de 2000, sendo considerado a maior área de lazer do município de Ribeirão Preto, São Paulo. Possui 152 mil m2 compostos por cachoeiras, lagos artificiais, trilhas asfaltadas que podem ser percorridas a pé ou de bicicleta, e uma praça de eventos com capacidade para 20 mil pessoas. A vegetação é formada por floresta tropical que abriga uma variedade de aves e pequenos mamíferos.